# طرديلن أفسنتيني الأوراق
طرديلن أفسنتيني الأوراق (الاسم العلمي: Tordylium absinthifolium) هو نوع غير مؤكد من النباتات يتبع جنس الطرديلن من الفصيلة الخيمية.